# 第19回オンライン映画批評家協会賞
第19回オンライン映画批評家協会賞は2015年の映画を対象としており、2015年12月7日にノミネーションが発表された。なお、受賞者は同月14日に発表された。

## ノミネート一覧
※ 太字が受賞。

### 作品賞
- 『マッドマックス 怒りのデス・ロード』
  - 『スポットライト 世紀のスクープ』
  - 『オデッセイ』
  - 『ボーダーライン』
  - 『キャロル』
  - 『ルーム』
  - 『インサイド・ヘッド』
  - 『エクス・マキナ』
  - 『ブルックリン』

### 監督賞
- ジョージ・ミラー - 『マッドマックス 怒りのデス・ロード』
  - トム・マッカーシー - 『スポットライト 世紀のスクープ』
  - リドリー・スコット - 『オデッセイ』
  - トッド・ヘインズ - 『キャロル』
  - ドゥニ・ヴィルヌーヴ - 『ボーダーライン』

### 主演男優賞
- マイケル・ファスベンダー - 『スティーブ・ジョブズ』
  - マット・デイモン - 『オデッセイ』
  - マイケル・B・ジョーダン - 『クリード チャンプを継ぐ男』
  - レオナルド・ディカプリオ - 『レヴェナント: 蘇えりし者』
  - イアン・マッケラン - 『Mr.ホームズ 名探偵最後の事件』

### 主演女優賞
- ケイト・ブランシェット - 『キャロル』
  - シャーリーズ・セロン - 『マッドマックス 怒りのデス・ロード』
  - シャーロット・ランプリング - 『さざなみ』
  - シアーシャ・ローナン - 『ブルックリン』
  - ブリー・ラーソン - 『ルーム』

### 助演男優賞
- オスカー・アイザック - 『エクス・マキナ』
  - マーク・ライランス - 『ブリッジ・オブ・スパイ』
  - シルヴェスター・スタローン - 『クリード チャンプを継ぐ男』
  - ベニチオ・デル・トロ - 『ボーダーライン』
  - マーク・ラファロ - 『スポットライト 世紀のスクープ』

### 助演女優賞
- ルーニー・マーラ - 『キャロル』
  - クリステン・スチュワート - 『アクトレス〜女たちの舞台〜』
  - ケイト・ウィンスレット - 『スティーブ・ジョブズ』
  - アリシア・ヴィキャンデル - 『リリーのすべて』
  - シンシア・ニクソン - 『James White』

### オリジナル脚本賞
- トム・マッカーシー、ジョシュ・シンガー - 『スポットライト 世紀のスクープ』
  - テイラー・シェリダン - 『ボーダーライン』
  - ノア・バームバック、グレタ・ガーウィグ - 『ミストレス・アメリカ』
  - ピート・ドクター、メグ・レフォーブ、ジョシュ・クーリー - 『インサイド・ヘッド』
  - アレックス・ガーランド - 『エクス・マキナ』

### 脚色賞
- フィリス・ナジー - 『キャロル』
  - ドリュー・ゴダード - 『オデッセイ』
  - アーロン・ソーキン - 『スティーブ・ジョブズ』
  - ニック・ホーンビィ - 『ブルックリン』
  - エマ・ドナヒュー - 『ルーム』

### 撮影賞
- ジョン・シール - 『マッドマックス 怒りのデス・ロード』
  - 李屏賓 - 『黒衣の刺客』
  - エドワード・ラックマン - 『キャロル』
  - ロジャー・ディーキンス - 『ボーダーライン』
  - エマニュエル・ルベツキ - 『レヴェナント: 蘇えりし者』

### 編集賞
- マーガレット・セクシル - 『マッドマックス 怒りのデス・ロード』
  - 『オデッセイ』
  - 『レヴェナント: 蘇えりし者』
  - 『スティーブ・ジョブズ』
  - 『ボーダーライン』

### アニメーション映画賞
- 『インサイド・ヘッド』
  - 『アーロと少年』
  - 『I LOVE スヌーピー THE PEANUTS MOVIE』
  - 『映画 ひつじのショーン〜バック・トゥ・ザ・ホーム〜』
  - 『アノマリサ』

### 非英語映画賞
- 『黒衣の刺客』 台湾
  - 『グッドナイト・マミー』 オーストリア
  - 『あの日のように抱きしめて』 ドイツ
  - 『サウルの息子』 ハンガリー
  - 『裸足の季節』 フランス

### ドキュメンタリー映画賞
- 『ルック・オブ・サイレンス』
  - 『カルテル・ランド』
  - 『AMY エイミー』
  - 『Best of Enemies』
  - 『ゴーイング・クリア: サイエントロジーと信仰という監禁』